# 바이에른급 전함
바이에른급 전함은 독일 제국 해군이 제 1차세계대전 중 건조한 함선으로 배수량이 32,200톤에 달했던 전함이다.

## 개요
본디 바이에른급 전함은 바이에른과 자매함 총 5척이 예정되어 있었으나 3척은 건조완료 연도가 1916년,1917년으로 이때에는 독일 해군이 박살이 나버린 때여서 바이에른과 바덴만 건조가 완료되었다.

## 설계
바이에른급 전함은 1차세계대전 설계상 매우 안정적이었다. 게다가 독일 제국 최후에 함선이기 때문에 훗날 비스마르크급 전함 설계의 바탕이 된다. 하지만 바이에른급은 어디까지나 1차세계대전형 설계이므로 2차세계대전에서 쓰인 비스마르크의 설계로 응용시키기에는 무리가 있었고, 결국 비스마르크는 수많은 결함을 설계상으로부터 떠않게 된다.

### 무장
바이에른급 전함은 무장도 만족스러웠다. 일단 주포로는 2연장 38cm SK L/45 주포탑 4기를 채용했으며, 부포로는 15cm SK L/45 포곽 16기, 대공용으로 단장 8.8cm 대공포 8기를 채용, 60cm 수선하 어뢰발사관 5기도 달려있었다. 함재기는 달려있지 않았다.

### 방어
바이에른급 전함의 측면은 170~350mm의 장갑으로 둘러싸여 있었고, 함교의 장갑은 400mm, 갑판은 60~100mm였으며 포탑에 장갑은 100~350mm의 달했다.

### 기타
바이에른급 전함의 선체길이는 180m(전체), 179.4m(수면), 폭은 30m였으며 흘수선에 길이는 9.39m였다. 엔진으로는 3축 파슨스 터빈 3기를 달았고, 이 엔진에 마력은 35000shp정도였다. 속도는 21노트였고 승무원의 수는 1,187~1,271명이었다.

## 전투에서
바이에른급 전함은 시기가 시기이다 보니 전투에서 제대로 쓰이지 못했다.
에스토니아일대를 공격할 때 해상에서 지원하는 알비온 작전때 출격했고 무후 섬과 마괴 섬의 요새를 항해 포격한 것이 교전의 전부였고 이과정에서 바이에른이 키에 해안포 사격을 맞아 손상이 생겼다.

## 침몰
두 함선 모두 스캐퍼플로 독일 대양함대 자침사건에서 침몰하였다.

## 참고 문헌
- Military History